# 張金海 (1917年)
張金海（1917年—1973年8月16日），綽號「拼命三郎」。中華民國足球運動員、教練。司職前鋒。
張金海生於上海，曾效力於上海東華隊。其後來到香港，效力東方、星島、南華等多支甲組球隊。1948年倫敦奧運獲選入中華民國足球代表隊。退役後曾任星島、光華教練。1973年8月16日早上七點半左右，疑因股災炒燶股票，在銅鑼灣百德大廈家中浴室上吊自殺，送院途中證實身亡。
張金海有4子，長子張子文、次子張子岱、四子張子慧都是著名足球運動員。，其中已故孫子張學潤是香港著名形象指導及服裝造型設計師。